# Grozničavi grm
Grozničavi grm (lat. Lindera), rod listopadnih i vazdazelenih grmova i drveća iz porodice lovorovki (Lauraceae). Postoji 91 priznata vrsta

## Vrste
1. Lindera aggregata (Sims) Kosterm.
2. Lindera akoensis Hayata
3. Lindera andamanica Chakrab., Lakra & Diwakar
4. Lindera angustifolia W.C.Cheng
5. Lindera annamensis H.Liu
6. Lindera apoensis Elmer
7. Lindera assamica (Meisn.) Kurz
8. Lindera balansae Lecomte
9. Lindera benzoin (L.) Blume
10. Lindera bibracteata Boerl.
11. Lindera bifaria (Nees) Hosseus
12. Lindera bokorensis Tagane & Yahara
13. Lindera caesia Reinw. ex F.Villar
14. Lindera caudata (Nees) Hook.f.
15. Lindera cercidifolia Hemsl.
16. Lindera chengii H.P.Tsui
17. Lindera chienii W.C.Cheng
18. Lindera chunii Merr.
19. Lindera citriodora (Siebold & Zucc.) Hemsl.
20. Lindera communis Hemsl.
21. Lindera concinna Ridl.
22. Lindera cuspidata (Blume) Boerl.
23. Lindera delicata Kosterm.
24. Lindera doniana C.K.Allen
25. Lindera erythrocarpa Makino
26. Lindera flavinervia C.K.Allen
27. Lindera floribunda (C.K.Allen) H.P.Tsui
28. Lindera foveolata H.W.Li
29. Lindera fragrans Oliv.
30. Lindera glauca (Siebold & Zucc.) Blume
31. Lindera gracilipes H.W.Li
32. Lindera guangxiensis H.P.Tsui
33. Lindera insignis (Blume) Boerl.
34. Lindera kariensis W.W.Sm.
35. Lindera kinabaluensis Kosterm.
36. Lindera kwangtungensis (H.Liu) C.K.Allen
37. Lindera latifolia Hook.f.
38. Lindera laureola Collett & Hemsl.
39. Lindera limprichtii H.J.P.Winkl.
40. Lindera longipedunculata C.K.Allen
41. Lindera lucida (Blume) Boerl.
42. Lindera lungshengensis S.Lee
43. Lindera macrophylla (Blume) Boerl.
44. Lindera malaccensis Hook.f.
45. Lindera megaphylla Hemsl.
46. Lindera meissneri Hook.f.
47. Lindera melastomacea Fern.-Vill.
48. Lindera melissifolia (Walter) Blume
49. Lindera menghaiensis H.W.Li
50. Lindera metcalfiana C.K.Allen
51. Lindera montana Ridl.
52. Lindera montanoides Kosterm.
53. Lindera motuoensis H.P.Tsui
54. Lindera myrrha (Lour.) Merr.
55. Lindera nacusua (D.Don) Merr.
56. Lindera neesiana (Wall. ex Nees) Kurz
57. Lindera novoguineensis Kosterm.
58. Lindera obtusiloba Blume
59. Lindera pedicellata Kosterm.
60. Lindera pentantha Koord. & Valeton
61. Lindera pilosa Kosterm.
62. Lindera pipericarpa (Miq.) Boerl.
63. Lindera polyantha (Blume) Boerl.
64. Lindera praecox (Siebold & Zucc.) Blume
65. Lindera prattii Gamble
66. Lindera pulcherrima (Nees) Benth. ex Hook.f.
67. Lindera queenslandica B.Hyland
68. Lindera racemiflora Kosterm.
69. Lindera racemosa Lecomte
70. Lindera reflexa Hemsl.
71. Lindera reticulata (Blume) Benth. & Hook.f. ex Fern.-Vill.
72. Lindera robusta (C.K.Allen) H.P.Tsui
73. Lindera rubronervia Gamble
74. Lindera rufa Gamble
75. Lindera salicifolia (Blume) Boerl.
76. Lindera sanjappae Bhaumik, M.K.Pathak & Chakrab.
77. Lindera sericea (Siebold & Zucc.) Blume
78. Lindera setchuenensis Gamble
79. Lindera sinensis Hemsl.
80. Lindera subcoriacea Wofford
81. Lindera supracostata Lecomte
82. Lindera thomsonii C.K.Allen
83. Lindera tienchuanensis W.P.Fang & H.S.Kung
84. Lindera tonkinensis Lecomte
85. Lindera triloba (Siebold & Zucc.) Blume
86. Lindera turfosa Kosterm.
87. Lindera umbellata Thunb.
88. Lindera varmae M.K.Pathak, Bhaumik & Chakrab.
89. Lindera velutina H.Liu
90. Lindera villipes H.P.Tsui
91. Lindera wardii C.K.Allen
92. Lindera wrayi Gamble